# Psamtik III.
Psamtik, Psametih ili Psametik III je bio posljednji faraon 26. dinastije. Vladao je svega 6 mjeseci: njegovu vojsku je 525. pr. Kr. kod Peluzija porazio perzijski kralj Kambiz II. Egipat je postao perzijska provincija, zadržavši stanovitu samoupravu. 
Bio je sin faraona Amazisa II. i njegove žene Tenthete. Bio je jedva 6 mjeseci na vlasti kada se 526. pr. Kr. morao suočiti sa snagom Perzije kod Peluzija. Perzijanci su već zauzeli Babilon, i Egipat se jednostavno nije mogao oduprijeti. Psamtik je poražen i nakratko je pobjegao u Memfis, ali je naposljetku uhvaćen i smaknut kod Suze, glavnog grada perzijskog vladara Kambiza II., koji je tada službeno preuzeo titulu faraona.